# Bitwa o Skaldę
Bitwa o Skaldę – seria operacji wojskowych prowadzonych w czasie II wojny światowej przez 1 Armię Kanadyjską, w skład której wchodziły jednostki kanadyjskie, brytyjskie i polskie, w celu otwarcia szlaku żeglugowego do Antwerpii, tak aby jej port mógł zostać wykorzystany do zaopatrywania wojsk alianckich w północno-zachodniej Europie. Pod dowództwem gen. Guya Simondsa kampania była prowadzona w północnej Belgii i południowo-zachodniej Holandii od 2 października do 8 listopada 1944
Silnie umocnieni żołnierze Wehrmachtu przeprowadzili skuteczną akcję opóźniającą, podczas której zalali obszary lądowe w ujściu rzeki Skaldy, spowalniając natarcie aliantów. Po pięciu tygodniach trudnych walk, w których 1 Armia Kanadyjska straciła 12 873 ofiar (z czego połowa to Kanadyjczycy), udało się oczyścić deltę Skaldy po licznych atakach desantowych, przekraczaniu przeszkód wodnych i kosztownych atakach na otwartym terenie.
Gdy niemieccy obrońcy przestali być zagrożeniem, minęły kolejne trzy tygodnie, do 29 listopada 1944 r., zanim pierwszy konwój z zapasami dla aliantów był w stanie dopłynąć do Antwerpii z powodu konieczności rozminowania linii przybrzeżnej.

## Tło strategiczne
Po przełamaniu frontu przez aliantów w bitwie o Normandię, wojska Sprzymierzonych rozpoczęły serię szybkich ataków w głąb Francji, z dala od początkowych źródeł zaopatrzenia w prowizorycznych portach na plażach u brzegów kanału La Manche.
Brak odpowiednio solidnej linii zaopatrzeniowej – w tym wystarczającej przepustowości portów – był głównym czynnikiem powstrzymującym dalszy postęp aliantów. Brest, kiedy został ostatecznie zajęty w połowie września, był zbyt zniszczony, aby dało się go wykorzystać, zaś inne porty wciąż utrzymywali Niemcy jako silnie bronione fortece. Alianci potrzebowali dużego portu w Antwerpii i liczyli na jego zdobycie.
Pierwsze plany wyzwolenia Europy przez armie anglo-amerykańskie, o kryptonimie operacja Roundup, zostały opracowane w grudniu 1941 r. Podkreślono w nich, że port w Antwerpii będzie miał kluczowe znaczenie dla ofensywy na Niemcy, ponieważ był to największy port głębinowy w pobliżu niemieckich granic, który alianci mają szansę zdobyć w stanie nienaruszonym. Antwerpia to głębinowy port śródlądowy połączony z Morzem Północnym rzeką Skaldą, wystarczająco szeroką i głęboką, aby umożliwić przepływ statków oceanicznych.
Brygada Witte (Biała Brygada) belgijskiego ruchu oporu zajęła port w Antwerpii, zanim Niemcy zdążyli wysadzić instalacje portowe zgodnie z planem. 4 września miasto zostało zajęte przez 11 Dywizję Pancerną z portem nienaruszonym w 90%. Jednak Niemcy mocno ufortyfikowali wyspę Walcheren u ujścia zachodniej Skaldy, tworząc dobrze okopane stanowiska artylerii zdolne do odparcia każdego ataku powietrznego i kontrolujące dostęp do rzeki. Uniemożliwiło to alianckim okrętom oczyszczenie ujścia rzeki z min. Adolf Hitler rozkazał 15 Armii, która stacjonowała w regionie Pas-de-Calais, a teraz maszerowała na północ do Niderlandów, aby utrzymać ujście rzeki Skaldy, pozbawiając aliantów możliwości korzystania z portu w Antwerpii. Montgomery dowiedział się o tym 5 września dzięki informacjom przechwyconym przez system Ultra. Hitler osobiście nazwał wyspę „Fortecą Walcheren”, którą nakazał bronić do ostatniego człowieka. Wyspa była utrzymywana przez mieszankę spieszonych marynarzy Kriegsmarine i żołnierzy z rozbitych dywizji Wehrmachtu, a jej garnizon składał się z 202. batalionu artylerii przybrzeżnej, 810. morskiego batalionu przeciwlotniczego, 89 Pułku Fortecznego i 70 Dywizji Piechoty dowodzonej przez gen. Wilhelma Dasera.
5 września dowódca alianckich sił morskich, adm. Bertram Ramsay doradził Montgomery’emu, aby uczynił z ujścia Skaldy swój główny priorytet, stwierdzając, że dopóki znajduje się ona w rękach niemieckich, trałowce Royal Navy nie mogą oczyść wód przybrzeżnych, co czyni port w Antwerpii bezużytecznym. Spośród wyższych dowódców alianckich tylko Ramsay uważał otwarcie Antwerpii za kluczowe dla utrzymania postępu w kierunku Niemiec. 6 września 1944 r. Montgomery powiedział kanadyjskiemu generałowi Harry' emu Crerarowi, że „bardzo chce Boulogne” i to miasto powinno zostać natychmiast zajęte bez względu na straty. W tym momencie porty takie jak Cherbourg, który Amerykanie zajęli w czerwcu, znajdowały się zbyt daleko od linii frontu, aby zaspokoić alianckie potrzeby logistyczne.
Od września adm. Ramsay był mocno zaangażowany w planowanie ataku na „Fortecę Walcheren”. Wysłał kpt. Pugsleya z Royal Navy, który wylądował z 7 Brygadą 3 Dywizji Piechoty w D-Day, do kwatery głównej 1 Armii Kanadyjskiej, z zadaniem rozpoczęcia przygotowań. Gdyby Montgomery zabezpieczył ujście Skaldy na początku września 1944 r., co zdecydowanie zalecił mu adm. Ramsay, Antwerpia zostałaby otwarta dla alianckich statków znacznie wcześniej, a ucieczka niemieckiej 15 Armii z Francji zostałaby zatrzymana. W ramach operacji Fortitude, akcji dezinformacyjnej zorganizowanej przed lądowaniem w Normandii, alianci oszukiwali Niemców, aby ci uwierzyli, że inwazja odbędzie się w rejonie Pas-de-Calais we Francji. Z tego powodu siły Wehrmachtu zostały wzmocnione 15 Armią właśnie w Pas-de-Calais.
9 września Montgomery napisał do marszałka polnego Alana Brooke’ a z Imperialnego Sztabu Generalnego, że „jeden dobry port w Pas-de-Calais” byłby w stanie zaspokoić potrzeby logistyczne tylko 21 Grupy Armii. Zauważył ponadto, że jeden taki port byłby niewystarczający dla amerykańskich armii we Francji, co zmusiło Dwighta Eisenhowera, choćby z innych powodów niż logistyka, do faworyzowania planów Montgomery' ego dotyczących ofensywy na północne Niemcy w wykonaniu 21 Grupy Armii, bo gdyby Antwerpia została otwarta, wszystkie armie alianckie mogłyby zostać dzięki niej zaopatrzone. Montgomery chciał zdobyć Berlin, zanim zrobią to Amerykanie lub Sowieci, dlatego nakazał, by 1 Armia Kanadyjska zajęła Calais, Boulogne i Dunkierkę oraz oczyściła deltę Skaldy – zadania, które zdaniem gen. Herry’ ego Crerara były niemożliwe do wykonania, bo nie miał wystarczającej liczby żołnierzy do przeprowadzenia tylu operacji jednocześnie. Montgomery odrzucił jednak prośbę Crerara o przydzielenie brytyjskiego XII Korpusu pod dowództwem gen. Neila Ritchiego, aby ten pomógł oczyścić ujście Skaldy, ponieważ potrzebował XII Korpusu do operacji Market Garden.
Niewiele zrobiono w celu odblokowania portu we Antwerpii we wrześniu, ponieważ Montgomery postanowił uczynić z feralnej operacji Market Garden swój priorytet, zamiast oczyścić ujście Skaldy. Wraz z Market Garden Montgomery zamierzał ominąć linię Zygfryda i przebić się na Nizinę Północnoniemiecką w celu zdobycia Berlina, ale brytyjska porażka w bitwie o Arnhem, która okazała się przysłowiowym „mostem za daleko”, pozostawiła linie alianckie z odsłoniętym wybrzuszeniem sięgającym głęboko w Niderlandy. W międzyczasie siły niemieckie w ujściu rzeki Skaldy były w stanie zająć pozycje obronne i przygotować się na oczekiwaną walkę. Pierwsze ataki w tym kierunku miały miejsce 13 września. Po tym jak kanadyjska 4 Dywizja Pancerna samodzielnie zaatakowała Kanał Leopolda, została odrzucona z wysokimi stratami, a gen. Guy Simonds, dowodzący II Korpusem Kanadyjskim, nakazał wstrzymanie operacji na odcinku Skaldy, dopóki nie zostaną zajęte francuskie porty przy kanale La Manche, ponieważ akcja w tym obszarze wymaga zaangażowania większych sił. Zatrzymanie alianckiej ofensywy pozwoliło niemieckiej 15 Armii na umocnienie pozycji nad brzegiem Skaldy.

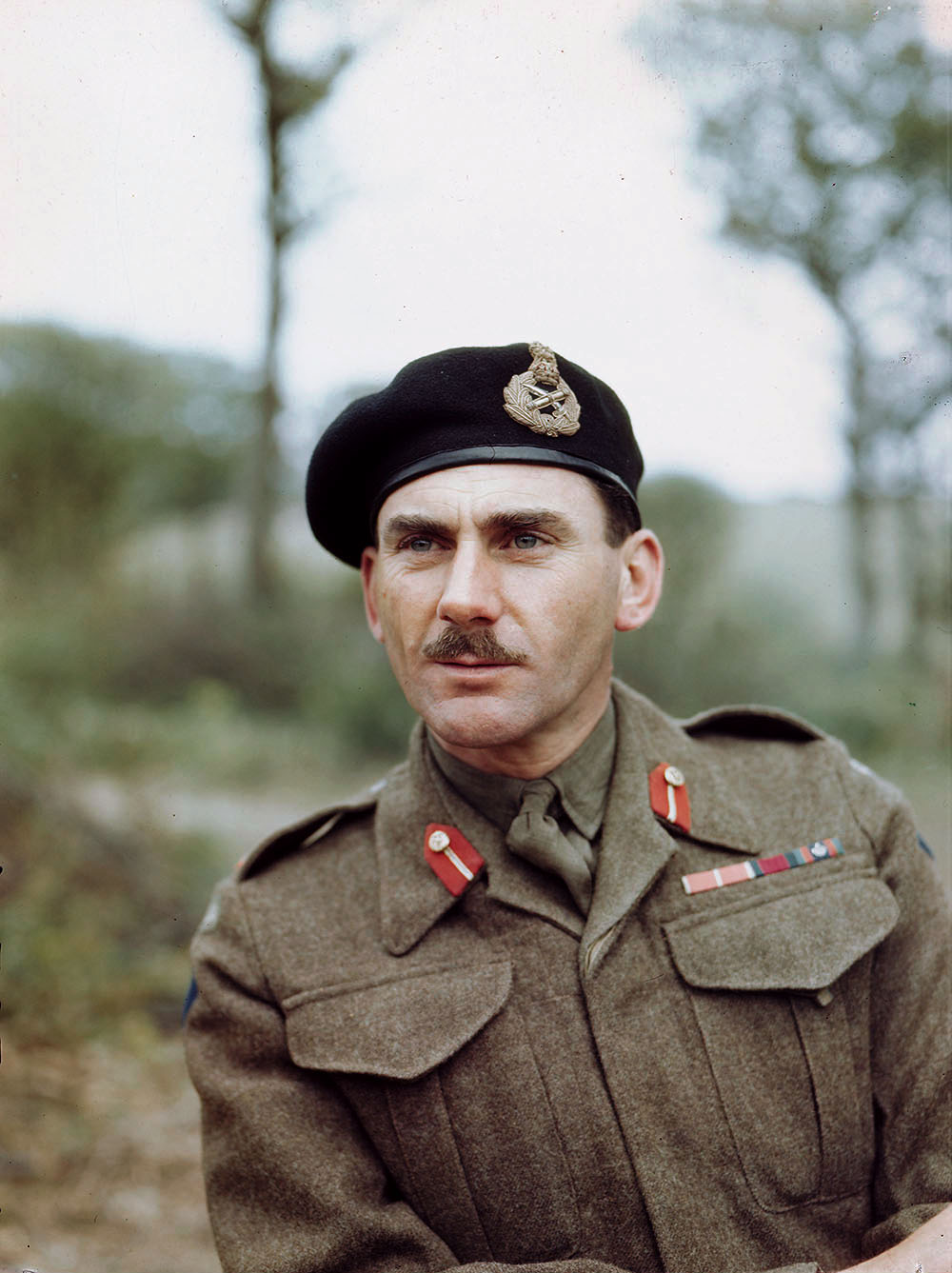
Dowódca 1 Armii Kanadyjskiej, gen. Guy Simonds

Po stronie niemieckiej utrzymanie rejonu Skaldy zostało uznane za kluczowe. Hitler zarządził planowanie ofensywy w Ardenach we wrześniu 1944 r., a jej pierwszym celem miało być odzyskanie Antwerpii. 15 Armia, która zajmowała linię Skaldy po prawej stronie niemieckich pozycji, została pozbawiona zapasów, ponieważ Wehrmacht skoncentrował się na wzmocnieniu uderzenia w Ardenach planowanego na grudzień, a kilka nowo powstałych dywizji grenadierów ludowych wysłano, by zastąpić dywizje utracone w Normandii i operacji Bagration na froncie wschodnim. Jednak płaski polder na holenderskiej wsi sprzyjał obronie i uważano, że rekompensuje on zmniejszoną liczebność 15 Armii. Przydzielono jej tylko dwie dywizje grenadierów ludowych. Feldmarsz. Gerd von Rundstedt powiedział gen. Gustavowi-Adolfowi von Zangenowi: „Zaopatrzenie wroga, a zatem jego zdolność do walki, jest ograniczona upartą obroną portu, jak dowodzą raporty wywiadu. Próbie zajęcia przez nieprzyjaciela zachodniej Skaldy, aby uzyskać swobodny dostęp do portu w Antwerpii, należy za wszelką cenę stopniu się oprzeć”. W rozkazach do swoich ludzi von Zangen oświadczył: 

Dlatego rozkazuję wszystkim dowódcom, a także narodowo-socjalistycznym oficerom politycznym, aby poinstruowali żołnierzy w jak najbardziej przejrzysty i oparty na faktach sposób w następujących punktach: Obok Hamburga, Antwerpia jest największym portem w Europie. Nawet podczas Wielkiej Wojny Churchill osobiście udał się do Antwerpii, aby zorganizować obronę portu, ponieważ uznał to za niezwykle ważne dla walki na kontynencie. Wtedy plan Churchilla został całkowicie rozbity; to samo musi się powtórzyć. Po przekroczeniu fortyfikacji Skaldy Anglicy będą w stanie wyładować ogromne ilości zapasów w dużym i całkowicie chronionym porcie. Dzięki tym zapasom będą mogli zadać śmiertelny cios na Nizinie Północnoniemieckiej i zająć Berlin przed nadejściem zimy [...] Wróg wie, że musi jak najszybciej zaatakować europejską fortecę, zanim wewnętrzne linie oporu zostaną w pełni zbudowane i zajęte przez nowe dywizje. W tym celu potrzebują portu w Antwerpii. Z tego powodu musimy utrzymać fortyfikacje Skaldy do końca. Naród niemiecki patrzy na nas. W tej godzinie fortyfikacje wzdłuż Skaldy odgrywają decydującą rolę w przyszłości naszego ludu. Każdy dodatkowy dzień będzie niezbędny, aby odmówić wrogowi korzystania z portu w Antwerpii i zasobów, które mieliby do dyspozycji. [podpisano:] von Zangen, generał piechoty

Na początku października, po fiasku operacji Market Garden, siły alianckie 1 Armii Kanadyjską na czele w końcu rzucono do walki, aby otworzyć port w Antwerpii dla aliantów. Ponieważ głównym zmartwieniem Montgomery’ ego było wtedy Arnhem, oddelegował on z 1 Armii (która znajdowała się pod tymczasowym dowództwem Simondsa, kiedy Crerar był chory) brytyjską 51 Dywizję Piechoty Highland, polską 1 Dywizję Pancerną, brytyjską 49 Dywizję Piechoty West Riding oraz kanadyjską 2 Brygadę Pancerną i wysłał wszystkie te formacje, aby pomóc brytyjskiej 2 Armii utrzymać znaczenie Arnhem. Simonds widział nadchodzącą bitwę o Skaldę jako sprawdzian swoich umiejętności, wyzwanie do pokonania, i czuł, że może oczyścić ujście Skaldy tylko trzema dywizjami II Korpusu, mimo że musiał pokonać całą 15 Armię, która zajmowała silnie ufortyfikowane pozycje w terenie sprzyjającym działaniom obronnym. Simonds ani razu nie wysłał skargi na brak siły ludzkiej, nie zwracał uwagi na fakt, że amunicja była wysyłana głównie dla sił walczących w rejonie Arnhem oraz właściwy brak wsparcia powietrznego, co dodatkowo pogorszyła pochmurna, październikowa pogoda.

## Plan

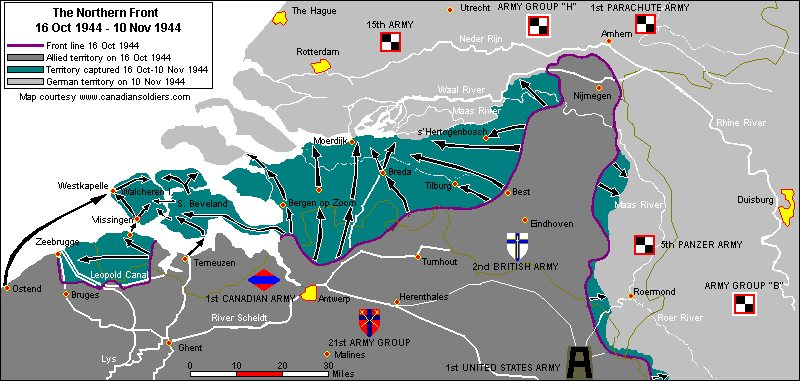
Front Północny. Widoczne jest znaczne wybrzuszenie w kierunku Nijmegen, powstałe w wyniku operacji Market Garden

W dniach 12 i 13 września 1944 r. 1 Armii Kanadyjskiej, pod tymczasowym dowództwem gen. Guya Simondsa, powierzono zadanie oczyszczenia ujścia Skaldy po zakończeniu zdobyciu portów kanału La Manche, zwłaszcza Boulogne, Calais i Dunkierki. Następnie Montgomery zmienił plany, uznając znaczenie Antwerpii za tak duże, że zdobycie Dunkierki mogło zostać przełożone. W tym czasie pod jego dowództwem działał kanadyjski II Korpus, z polską 1 Dywizją Pancerną, dołączonymi do niego 49 i 52 Dywizją Piechoty Lowland oraz brytyjskim I Korpusem. Montgomery obiecał wsparcie powietrze samolotów RAF-u w czasie ataku na niemieckie fortyfikacje oraz 8 Armii Powietrznej USAAF „w danym dniu”. 51 Dywizja Piechoty Highland miała zrezygnować ze swojego transportu mechanicznego, aby umożliwić szybkie przerzucenie innych sił na pozycje bojowe. Zaniechanie zdobycia Dunkierki zwolniło kanadyjską 2 Dywizję Piechoty.
Plan otwarcia ujścia Skaldy obejmował cztery główne operacje prowadzone w niekorzystnych warunkach geograficznych:
- oczyszczenie obszaru na północ od Antwerpii i zapewnienie dostępu do półwyspu południowy Beveland;
- operacja Switchback, oczyszczanie kotła Breskens na północ od Kanału Leopolda i na południe od zachodniej Skaldy;
- operacja Vitality, zdobycie półwyspu południowy Beveland, na północ od zachodniej Skaldy;
- operacja Infatuate, zdobycie wyspy Walcheren, która została zamieniona w ufortyfikowaną niemiecką twierdzę. Jako część Wału Atlantyckiego wyspa Walcheren, ze swoim strategicznym położeniem na północ od ujścia Skaldy, została uznana za „najsilniejszą koncentrację obrony, jaką Wehrmacht kiedykolwiek zbudował”[22] .

21 września kanadyjska 4 Dywizja Pancerna ruszyła na północ wzdłuż linii kanału Gandawa–Terneuzen, biorąc za cel oczyszczenie obszaru na południowym brzegu Skaldy wokół holenderskiego miasta Breskens, terenu zwanego „kotłem breskeńskim”. Polska 1 Dywizja Pancerna skierowała się do granicy holendersko-belgijskiej dalej na wschód i do kluczowego obszaru na północ od Antwerpii.
Kanadyjska 4 Dywizja Pancerna przesunęła się z ciężko zdobytego przyczółka nad kanałem Gandawa-Brugia w Moerbrugge, aby znaleźć się jako pierwsza aliancka jednostka przed ogromną przeszkodą podwójnej linii Kanałów Leopolda i Schipdonk. Atak został przeprowadzony w pobliżu Moerkerke, kończąc się przekroczeniem kanałów i ustanowieniem przyczółka, zanim nieustanne niemieckie kontrataki nie wymusiły wycofania się z ciężkimi stratami.
Polska 1 Dywizja Pancerna odniosła większy sukces na wschodzie, uderzając się na północny wschód od Gandawy. W terenie nieprzystosowanym do użycia sił pancernych i przeciwko twardej niemieckiej obronie dywizja zbliżyła się do wybrzeża do 20 września, zajmując Terneuzen i oczyszczając południowy brzeg Skaldy na wschód w kierunku Antwerpii.
Dla Simondsa stało się jasne, że wszelkie dalsze zdobycze w bitwie o Skaldę przyniosą ciężkie straty, ponieważ kocioł Breskens, rozciągające się od Zeebrugge do wlotu Braakman i w głąb lądu aż do Kanału Leopolda, był nadal mocno broniony przez wroga.

## Bitwa

### Zapewnienie dostępu do Południowego Beveland
2 października kanadyjska 2 Dywizja rozpoczęła swój atak na północ od Antwerpii. Ciężkie walki miały miejsce 6 października w Woensdrecht, będącym celem pierwszego etapu operacji. Niemcy, wzmocnieni przez Kampfgruppe Chill, dostrzegli priorytet w utrzymywaniu kontroli nad bezpośrednim dostępem do południowego Beveland i wyspy Walcheren.

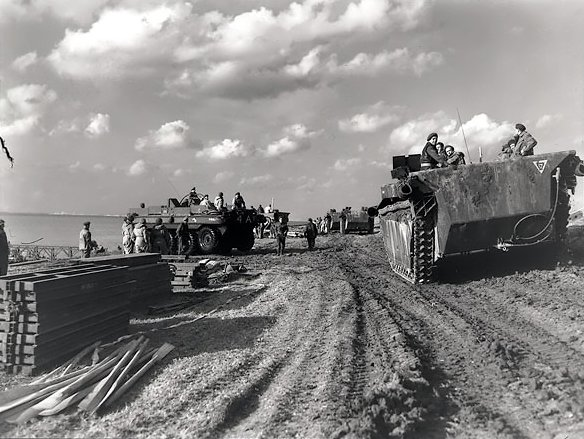
Kolumna amfibii Alligator i Terrapin na brzegu Skaldy, październik 1944 r.

Kanadyjczycy atakujący otwarte, zalane tereny ponieśli poważne straty. Kanadyjscy historycy Terry Copp i Robert Vogel napisali: „sama nazwa Woensdrecht wywołuje dreszcze u weteranów 2 Dywizji Piechoty”. Ciągły deszcz, miny-pułapki i miny przeciwpiechotne bardzo utrudniały postęp. Atakując 7 października w gęstej mgle, żołnierze Pułku Calgary Highlanders wpadli pod ciężki ostrzał z pozycji niemieckich. Jak opisano w dzienniku wojennym, „bitwa się zagęściła […] siły niemieckie […] uderzyły z zawziętością, której od dawna nie zauważano we wrogu”. Pułk de Maisoneuve został zatrzymany kilometr od celu, a następnego dnia powstrzymano natarcie Pułku Black Guards. 9 października Niemcy kontratakowali i odepchnęli Kanadyjczyków z powrotem na pozycje wyjściowe. Dziennik wojenny 85 Dywizji Piechoty donosił, że to Niemcy „robią bardzo powolne postępy” w obliczu silnego kanadyjskiego oporu.
Po powrocie do siedziby SHEAF adm. Ramsay, bardziej zaniepokojony problemami Kanadyjczyków niż ich własnych generałów, poskarżył się głównodowodzącemu alianckich sił ekspedycyjnych, gen. Eisenhowerowi, że Kanadyjczycy musieli racjonować amunicję, kiedy Montgomery sprawił, że utrzymanie Arnhem stało się jego głównym priorytetem. Po tym, jak Ramsay poruszył problem z Eisenhowerem, ten ostatni poinformował Montgomery' ego 9 października o „najwyższym znaczeniu Antwerpii. Marynarka wojenna donosi mi dziś rano, że armia kanadyjska nie będzie w stanie zaatakować do 1 listopada, chyba że natychmiast zaopatrzymy ją w amunicję”. Montgomery odpowiedział: „Proszę, spytaj ode mnie Ramsaya, na jakiej podstawie wypowiada dzikie oświadczenia dotyczące moich operacji, o których nic nie może powiedzieć. Nie ma rady na brak amunicji. Operacje mogą liczyć na moją osobistą uwagę”.
Tymczasem feldmarsz. Walther Model, który dowodził Grupą Armii B, nakazał: „Korytarz do Walcheren pozostanie otwarty za wszelką cenę; w razie potrzeby zostanie odzyskany przez siły natychmiast oderwane od innych sektorów”. Model, twardy i bezwzględny fanatyk narodowego socjalizmu znany ze swojego oddania Hitlerowi, został nazwany „strażakiem Führera”, ponieważ Hitler zawsze dawał mu najtrudniejsze zadania. Model wysłał 256 Dywizję Grenadierów Ludowych i kilka kompanii dział szturmowych, aby umożliwić uwolnienie Kampfgruppe Chill składającej się z 6 Pułku Spadochronowego i kompanii dział szturmowych. 10 października Kanadyjski Pułk Królewski rozpoczął niespodziewany atak na niemieckie linie w Woensdrecht, ale przez następne dni był związany walką z Kampfgruppe Chill. Gen. Charles Foulkes z 2 Dywizji wysłał żołnierzy Black Watch, aby wesprzeć Pułk Królewski. Siły niemieckie w Woensdrecht znacznie przewyższały Kanadyjczyków liczebnie i gdyby Model o tym wiedział, mógł w tym momencie rozpocząć kontrofensywę. Zamiast tego zastosował taktykę walki na wyniszczenie, wykonując fragmentaryczne kontrataki. W tym czasie w dziennikach wojennych Królewskiej Piechoty Lekkiej odnotowano: „napotkano wielu snajperów w domach i żywopłotach”, podczas gdy pogoda była „zimna i mokra przy silnych wiatrach. Powodzie znów narastają”.
Simonds planował zaangażować 4 Dywizję do pomocy 3 Dywizji w oczyszczeniu kotła Breskens, ale problemy, które napotkała 2 Dywizja zmusiły go do zmiany planów. 9 października 1944 r. Pułk South Alberta otrzymał rozkaz „ochrony prawej flanki 2 Dywizji i obecnej infiltracji między 2 Dywizją kanadyjską a polską 1 Dywizją”. Następnego dnia Simonds rozkazał generałowi Harry’emu Fosterowi z 4 Dywizji „wysłać kanadyjską 4 Brygadę Pancerną do rejonu Antwerpii w tempie jednego dnia, zaczynając od 11 października”.

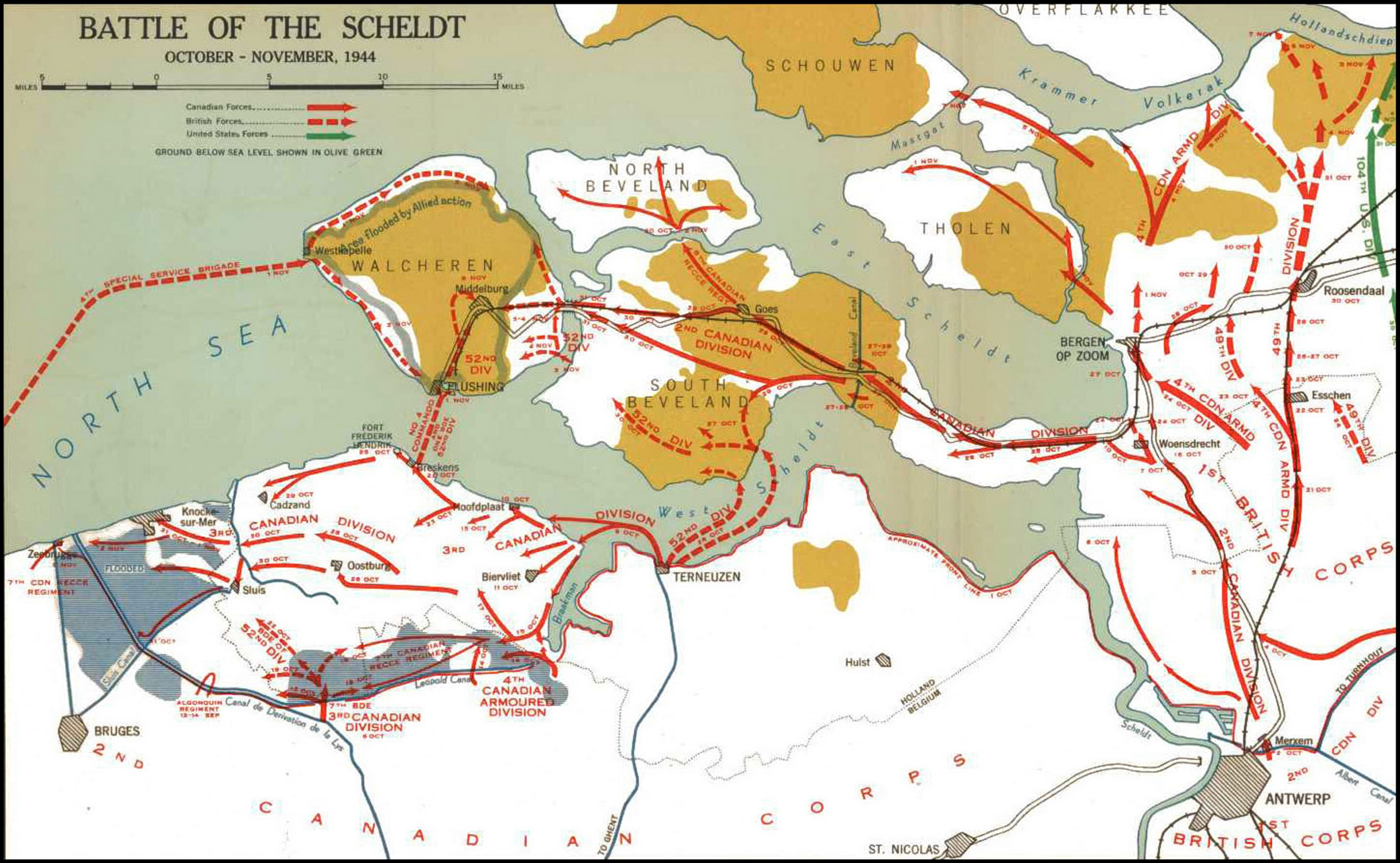
Mapa bitwy o Skaldę

13 października, tak zwany „czarny piątek”, pułk Black Watch z kanadyjskiej 5 Brygady Piechoty został praktycznie zniszczony w toku nieudanego ataku. Kanadyjczycy atakowali pozycje niemieckie, o których wiadomo, że są dobrze bronione, podczas gdy reszta 2 Dywizji nie była zaangażowana w walkę, co sugeruje, że ani Foulkes, ani Simonds nie potraktowali poważnie problemu walki nad rzeką Skaldą. Żołnierze Pułku Black Watch, którego oficerowie pochodzili ze szkockiej elity Montrealu, przedstawił się jako najbardziej elitarny pułk w armii kanadyjskiej. Pomimo tej renomy, pod koniec 1944 r. Black Watch byli uważani za „zraniony” pułk, który miał więcej pecha od innych jednostek. Jeden z oficerów Pułku wyznał, że żołnierze przysłani w ramach uzupełnień w celu zastąpienia zabitych i rannych we Francji, „otrzymali niewielkie szkolenie piechoty lub nie mieli go wcale i wykazywali słabe morale” oraz że wszyscy ludzie z kompanii C „zostali zabici lub wzięci do niewoli w „czarny piątek”. Black Watch ponieśli już bardzo ciężkie straty w bitwie pod wzgórzem Verrières w lipcu 1944 r., a po „czarnym piątku” pułk praktycznie przestał istnieć. Calgary Highlanders mieli kontynuować bardziej udane natarcie, a ich plutonowi pojazdów pancernych udało się zająć stację kolejową w Korteven, na północ od Woensdrecht. Trwały również walki w Hoogerheide. 16 października Pułk Królewskiej Piechoty Lekkiej, znany jako „Rileys”, pod dowództwem ppłk Denisa Whitakera, zaatakował w nocy Woensdrecht, zajmując znaczną część miejscowości. Nie byli jednak w stanie przejść przez wzgórze na zachód od Woensdrecht. „Rileys” ponieśli straty równe poniesionym przez Black Watch w „czarny piątek”, ale ponieważ zdobyli swój cel, a Black Watch zostali odparci, walki z 16 października nie są pamiętane jako „czarny poniedziałek”. Do 16 października Woensdrecht zostało zajęte, co odcięło Niemcom połączenie lądowe z południowym Beveland i Walcheren. Kanadyjczycy osiągnęli swój pierwszy cel, ale ponieśli ciężkie straty.
14 października feldmarsz. Montgomery wydał „Uwagi do dowodzenia”, które były bardzo krytyczne wobec przywództwa Eisenhowera i poprosił o ponowne objęcie dowództwa sił lądowych. Następnego dnia Eisenhower odpowiedział, że problemem nie jest wybór dowódcy, ale raczej zdolność i gotowość Montgomery' ego do wykonania rozkazów, przypominając, że nakazał mu oczyścić ujście Skaldy i ostrzegł, że jeśli nie będzie w stanie wykonać rozkazów, zostanie zwolniony. Zraniony wiadomością Eisenhowera Montgomery obiecał: „Nie usłyszysz ode mnie nic więcej na temat dowodzenia… Najwyższy priorytet Antwerpii we wszystkich operacjach 21 Grupy Armii”. W dniu 16 października Montgomery wydał rozkaz w tej sprawie. Na wschodzie brytyjska 2 Armia zaatakowała w kierunku zachodnim, aby wyzwolić ziemie Holandii na południe od Mozy w ramach operacji Pheasant, zabezpieczając w ten sposób rejon Skaldy przed niemieckimi kontratakami.
W ramach swoich nowo skoncentrowanych wysiłków na rzecz pomocy Simondsowi, Montgomery przydzielił 52 Dywizję Piechoty Lowland do 1 Armii Kanadyjskiej. Jednostka ta, sformowana w Lowlands w Szkocji, była dywizją górską, wymagającą od rekrutów niezwykłej siły i wytrzymałości, czyniąc z niej coś w rodzaju elitarnej dywizji w ramach armii brytyjskiej. Simonds bardzo docenił fakt, że ci żołnierze byli teraz pod jego dowództwem i powiedział gen. Edmundowi Hakewill-Smithowi, że 52-ga ma odegrać decydującą rolę w zdobyciu wyspy Walcheren. W związku z tym Simonds nakazał mu rozpoczęcie przygotowań do operacji desantowej, ponieważ planował lądowanie 52 Dywizji na Walcheren w tym samym czasie, gdy Kanadyjczycy zaatakują wyspę.
Między 23 października a 5 listopada 1944 r. amerykańska 104 Dywizja Piechoty przeżyła swój chrzest bojowy, działając w ramach brytyjskiego I Korpusu. Dywizji udało się przejść przez środkową część Brabancji Północnej pomimo ciężkiego ostrzału niemieckich snajperów i artylerii.
Tymczasem Simonds skoncentrował siły na szyi półwyspu Południowy Beveland. 17 października gen. Harry Forster ogłosił, że 4 Dywizja zaatakuje 20 października, by przejąć Bergen op Zoom. Ofensywa rozpoczęła się wczesnym rankiem 20 października i była prowadzona przez pułki Argylland Lake Superior. 22 października pułk Lincoln and Welland, zwany „Lincs”, oraz pułk Algonquin wziął Esschen w niespodziewanym ataku. 23 października niemiecka 85 Dywizja Piechoty przeprowadziła kontratak prowadzony przez działa samobieżne. Czołgi M4 Sherman z Pułku Governor-General's Foot Guards oraz pułków Lake Superior zostały zdziesiątkowane przez niemieckie działa samobieżne. Przez następne kilka dni działo się coś, co dziennik wojenny niemieckiej 85 Dywizji Piechoty nazwał „niezwykle brutalnymi walkami”. Dziennik wojenny kanadyjskiego pułku Argyll and Sunderland Highlanders mówił o „koszmarnych walkach” w Wouwsche Plantage. Starcia te uznano za tak ważne, że feldmarsz. Montgomery przybył do sztabu kanadyjskiej 4 Dywizji, aby naciskać Forstera na szybkość natarcia, lecz ten protestował, mówiąc, że trudny teren polderów uniemożliwia rozwinięcie większej prędkości Jedna kompania z pułku Lincoln and Welland straciła 50% swoich żołnierzy w ciągu jednego dnia walki, podczas gdy kompania z Pułku Algonquin została odcięta i otoczona przez siły Wehrmacht, co wymagało od niej desperackiej walki, aby się wyrwać. Postęp Kanadyjczyków w kierunku Bergen op Zoom zmusił von Rundstedta do przesunięcia elitarnego 6 Pułku Spadochronowego, który do tej pory blokował kanadyjską 2 Dywizję na przesmyku Beveland w obronie Bergen op Zoom.
Do 24 października linie alianckie zostały przesunięte dalej od szyi półwyspu, gwarantując, że niemieckie kontrataki nie odetną 2 Dywizji, przesuwając się następnie na zachód w kierunku wyspy Walcheren. 26 października 1944 r. von Rundstedt nakazał: „żeby zapobiec przełamaniu linii przez wroga i oszczędzać naszą siłę, zezwalam 15 Armii na wycofanie się na wspólną linię obrony: Bergen op Zoom-Roosendaal–Breda–Dongen–zachodnia część ’s-Hertogenbosch”. Kanadyjska 4 Dywizja Pancerna przesunęła się na północ od Kanału Leopolda i zajęła Bergen op Zoom. Pułk South Alberta oraz Pułk Lincoln and Welland, który wyzwolił miasto, doniósł, że „przyjęcie mieszkańców Bergen Op Zoom było tak entuzjastyczne i dzikie, jak nigdy dotąd”.

### Operacja Switchback
Druga główna operacja bitwy o Skaldę, operacja Switchback, rozpoczęła się od zażartej walki o zmniejszenie kotła Breskens. Kanadyjska 3 Dywizja Piechoty napotkała na twardy niemiecki opór, walcząc o przejście przez Kanał Leopolda . Wcześniejsza nieudana próba kanadyjskiej 4 Dywizji Pancernej w Moerbrugge pokazała wyzwanie, przed którym trzeba było stanąć. Oprócz budzącej grozę niemieckiej obrony zarówno na Kanale Leopolda, jak i Kanale Schipdonk, znaczna część obszaru natarcia została zalana.
Kocioł Breskens była obsadzony przez 64 Dywizję Piechoty, dowodzoną przez gen. Knuta Eberdinga, żołnierza piechoty z dużym doświadczeniem na froncie wschodnim, który był uważany za eksperta w działaniach obronnych. Kiedy 15 Armia wycofała się z francuskiego regionu Pas-des-Calais we wrześniu 1944 r., ogromna ilość broni i amunicji trafiła do kotła Breskens, w tym sto dział przeciwlotniczych 20 mm. Były używane przez Wehrmacht jako rodzaj „superciężkiego karabinu maszynowego”; kanadyjska piechota bardzo się ich obawiała. Szybkostrzelne działka kal. 20 mm mogą rozerwać człowieka na kawałki w ciągu kilku sekund. Oprócz nich, 64 Dywizja posiadała również 23 słynne działa kalibru 88 mm, znane z tego, że potrafiły zniszczyć dowolny czołg aliantów jednym bezpośrednim trafieniem, a także 455 lekkich karabinów maszynowych i 97 moździerzy.
Podczas gdy Montgomery skupił się na operacji Market Garden we wrześniu 1944 r., Eberling wykorzystał trzy tygodnie spokoju, aby okopać swoich ludzi. Później wyraził zdumienie z powodu tego, że alianckie siły powietrzne prawie nigdy nie zbombardowały kotła Breskens we wrześniu, pozwalając jego ludziom na budowanie pozycji obronnych bez żądnych trudności. Płaski, podmokły kraj polderów zamienił kocioł Breskens w „wyspę”, ponieważ znaczna część gruntu była nieprzejezdna, a tylko kilka grobli łączyło ten obszar ze stałym lądem. Wehrmacht wysadził wały przeciwpowodziowe, aby zalać jeszcze większy obszar, tak że Kanadyjczycy mogli poruszać się tylko po wzniesionych drogach wiejskich. Eberling meldował, że kraina polderów była „labiryntem rowów, rzek z unormowanymi brzegami i kanałów handlowych, często powyżej poziomu otaczającej je wsi […] co uniemożliwiało przeprowadzenie jakiegokolwiek manewru wszędzie z wyjątkiem wąskich dróg zbudowanych na groblach. Te trasy zostały starannie pokryte zasięgiem ognia artyleryjskiego i moździerzowego”.
Zdecydowano, że najlepszym miejscem do ataku będzie teren tuż na wschód od miejsca podziału dwóch kanałów: wąski pas suchej ziemi, mający zaledwie kilkaset metrów szerokości u podstawy za Kanałem Leopolda (opisywany jako długi trójkąt z podstawą na drodze Maldegem-Aardenburg i wierzchołku w pobliżu miejscowości Moershoofd około 5 km na wschód). Pomimo faktu, że informacje z Ultry ujawniły, iż 64 Dywizja jest gotowa na ciężką walkę, a Eberding nakazał jej bić się na śmierć i życie, kanadyjski wywiad wojskowy nie doszacował wartości sił niemieckich o 100%. Spodziewano się, że Eberding wycofa się na wyspę Walcheren, gdy 3 Dywizja Piechoty rozwinie natarcie. Simonds zwrócił jednak uwagę na problemy sprawiane przez krainę polderów i Niemców koncentrujących swoje siły na kilku zaledwie groblach. Zdecydował się użyć pojazdów wodno-lądowych zwanych Buffalo, aby przemieszczać się przez zalane tereny wiejskie i oskrzydlić siły niemieckie. Simonds planował zaatakować zarówno Kanałem Leopolda, jak i tyłem kotła Breskens przez amfibie lądującew pobliżu ujścia rzeki Braakman.
Rozpoczął się dwutorowy atak. 7 Brygada 3 Dywizji Piechoty wykonała pierwsze natarcie na Kanał Leopolda, podczas gdy 9 Brygada przeprowadziła atak desantowy z północnej (przybrzeżnej) strony kotła. 7 Brygada była znana jako „Brygada Zachodnia”, ponieważ jej trzy pułki pochodziły z zachodniej Kanady: Pułk Szkocko-Kanadyjski wywodził z rejonu Wiktorii, Pułk Strzelców Regina z okolic Reginy, a Królewski Pułk Strzelecki Winnipeg z Winnipeg, podczas gdy 9 Brygada była znana jako „Brygada Górską”, ponieważ jej trzy pułki były pułkami górskimi, z czego dwa pochodziły z Ontario, a jeden z Nowej Szkocji. Pułk North Shore dokonał ataku dywersyjnego na tyły Kanału Leopolda, podczas gdy Pułk Strzelców Regina i Pułk Szkocko-Kanadyjski przypuścili główny atak. Królewski Pułk Montreal, który jeszcze nigdy nie był w boju, naciskał, aby wziąć udział w walce; w tym celu kompania B z Pułku Strzelców Regina, nazywana „Johns”, zgodziła się zrezygnować z udziału w natarciu, dzięki czemu jedna kompania Królewskiego Pułku Montreal mogła zająć ich miejsce.

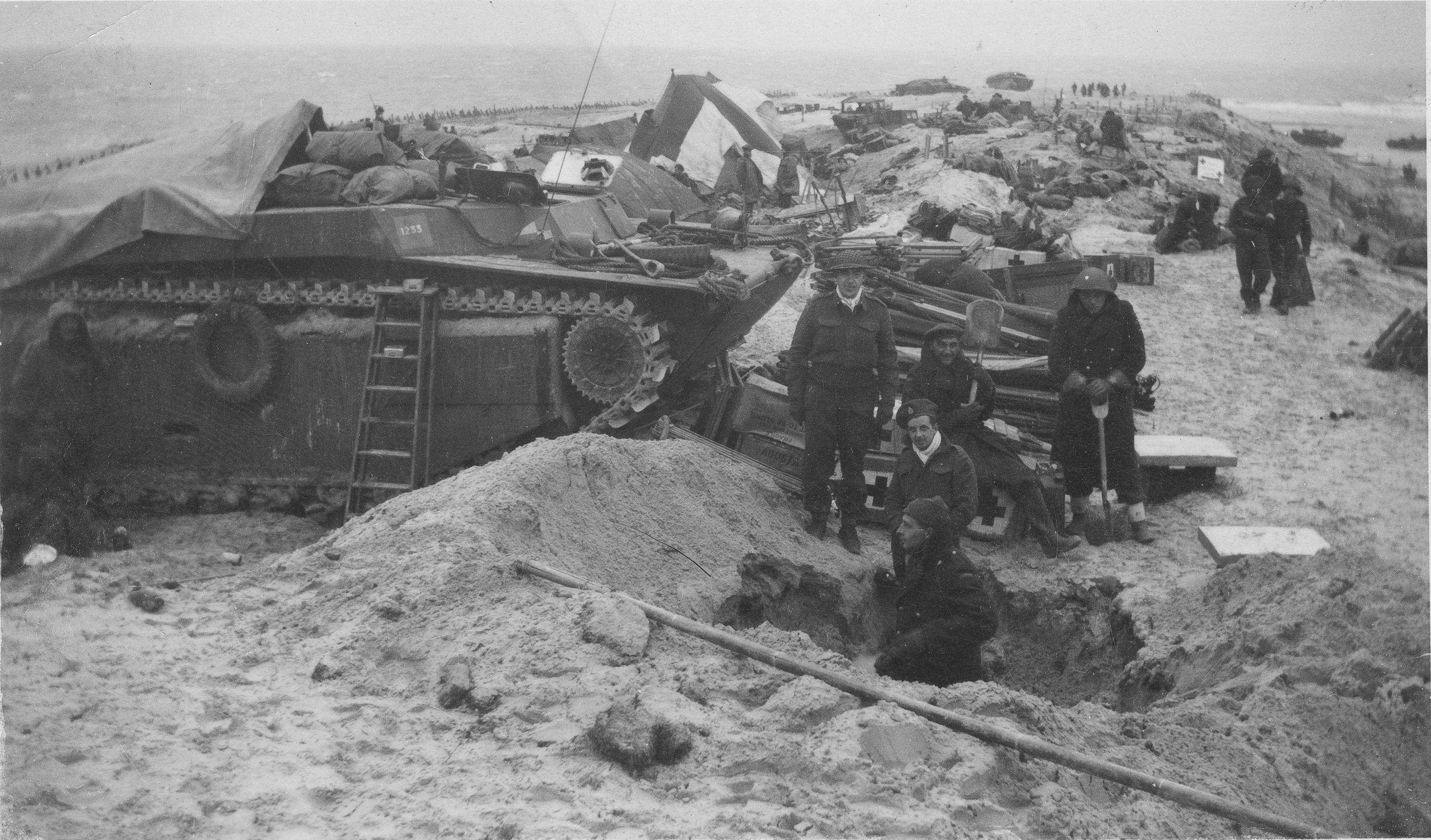
Kanadyjski szpital polowy na wyspie Walcheren

Jednakże 9 Brygada Górska nie była w stanie wylądować w tym czasie, w jakim się ich spodziewano, z powodu nieznajomości własnych pojazdów desantowych. Atak rozpoczął się 6 października, wspierany przez artylerię i wyprodukowane w Kanadzie transportery piechoty Universal Carrier wyposażone w miotacze płomieni, zwane Osami. Według planu 7 Brygada miała być sama przez 40 godzin, ale zamiast tego musiała aż przez 68 godzin stawiać czoła Niemców wykorzystującym wszystko, co mieli, aby powstrzymać Kanadyjczyków przed przekroczeniem Kanału Leopolda.
Simonds planował wziąć Niemców z zaskoczenia, unikając przygotowania artyleryjskiego, a zamiast tego kazał Osom spalić obrońców „zaporą ognia”. Osy wystrzeliły płomienie przez Kanał Leopolda, pozwalając żołnierzom 7 Brygady wspiąć się po stromych brzegach i wypuścić łodzie desantowe. Jednak Niemcy dobrze się okopali i wielu uciekło miotaczom ognia. Jedna kompania Królewskiego Pułku Montreal została prawie unicestwiona na brzegu Kanału Leopolda. Niemcy wstrzelili się ogniem ciężkiego karabinu maszynowego i moździerzy, przez co tylko kilku montrealczyków przeszło na drugą stronę. Kompania Strzelców Regina nie próbowała przepłynąć kanału, ponieważ gęstość ognia karabinów maszynowych przekonała doświadczonych „Johnsów”, że próba sforsowania przeszkody wodnej w świetle dziennym jest zbyt niebezpieczna. Kompania Królewskiego Pułku Montreal utrzymała swój ciężko wywalczony przyczółek przez kilka godzin, po czym dołączyli do nich „Johnsi”, gdy kompania D z Pułku Strzelców Regina przekroczyła kanał. Wieczorem dołączyły do nich kompanie C i A. W tym samym czasie większość ludzi z kompanii B Królewskiego Pułku Montreal, którzy tak bardzo pragnęli przystąpić do akcji, już nie żyła. Natomiast „zapora ognia” działała zgodnie z oczekiwaniami dla Pułku Szkocko-Kanadyjskiego, który był w stanie przekroczyć Kanał Leopolda bez większego oporu ze strony wroga i postawić most pontonowy w ciągu pierwszej godziny po przekroczeniu kanału.
Utworzono dwa niepewne, odosobnione przyczółki, ale wróg podniósł się po szoku spowodowanym użyciem miotaczy ognia i kontratakował, chociaż nie był w stanie wypędzić Kanadyjczyków z nowo zdobytych pozycji. Bryg. J.C. Spraggree martwił się, że Pułk Strzelców Regina może zostać zniszczony przez zawziętą obronę Niemców, co skłoniło go do wezwania jego rezerwy, Królewskich Strzelców Winnipeg, aby przekroczyli przyczółek Pułku Szkocko-Kanadyjskiego i połączyli się ze Strzelcami Regina. Poldery, które ograniczały drogi natarcia, okazały się poważną trudnością, ponieważ Niemcy skoncentrowali ogień na kilku podniesionych drogach. W tym samym czasie Strzelcy Regina znaleźli się w obszarze ciężkich kontrataków i ledwo się utrzymali. Straty kanadyjskie były tak duże, że szwadron czołgistów z 17 Pułku Husarii otrzymał karabiny i został wysłany do walki jako piechota. Terry Copp i Robert Vogel, kanadyjscy historycy, napisali, że walka „odbywała się na tak krótkim dystansie i była tak zaciekła, że weterani twierdzą, iż była gorsza niż najczarniejsze dni w Normandii”. Dziennik wojenny Królewskich Strzelców Winnipeg informował: „Obie strony poniosły ciężkie straty, wszędzie leżały porozrzucane trupy Niemców i Kanadyjczyków”. Z kolei dziennik wojenny Pułku Szkocko-Kanadyjskiego sardonicznie zauważył: „Ponure walki polegały na tym, że PIAT-y i Bazooki wykorzystywano do niszczenia ścian domów, w których opór był najsilniejszy. Te granatniki przeciwpancerne są dość poręcznym niszczycielem domów!”. Do 9 października przyczółki zostały połączone, a wczesnym rankiem 12 października uzyskano pozycję po drugiej stronie drogi na Aardenburg.
10, 11 i 12 października były dniami intensywnych zmagań, podczas których żołnierze 7 Brygady z Królewskimi Strzelcami Winnipeg zdobyli, utracili, a następnie odzyskali grupę domów zwaną Graaf Jan, a Strzelcy Regina zostali przygnieceni przez grupę bunkrów, które wydawały się odporne na ostrzał artyleryjski. Niemcy też mieli mnóstwo artylerii wraz z ogromną liczbą pocisków i sprowadzali ciężką nawałę na każdy atak Kanadyjczyków. Walki stały się jeszcze trudniejsze ze względu na ulewny deszcz, który zaczął się następnego dnia po przekroczeniu Kanału Leopolda, co odnotowano w raporcie z operacji Switchback, stwierdzającym: „W niektórych miejscach przyczółek był niewiele większy niż północny brzeg kanału. Nawet w okopach żołnierze nie byli bezpieczni: rowy szybko wypełniały się wodą, którą trzeba było wylewać wiele razy dziennie”. Kanadyjczycy nie mogli przekroczyć przyczółka na kanale Leopolda, ale Eberding, niezadowolony z zatrzymania Kanadyjczyków, postanowił „unicestwić” 7 Brygadę, przeprowadzając serię kontrataków, które wiele kosztowały niemiecką 64 Dywizję Piechoty, bo kanadyjscy artylerzyści zabijali niemieckich piechurów równie sprawnie, jak niemieccy artylerzyści zabijali Kanadyjczyków. Plan Simondsa nie powiódł się w momencie, gdy 9 Brygada nie wylądowała na Walcherenw tym samym czasie, gdy 7 Brygada przekroczyła Kanał Leopolda, a 64 Dywizja zatrzymała jej postęp. Ostatecznie tylko determinacja Eberdinga do zniszczenia 7 Brygady pozwoliła na zadziałanie planu Simondsa. Pod względem liczby utraconych procentowo żołnierzy, bitwa o Kanał Leopolda była jedną z najkrwawszych walk z udziałem wojsk kanadyjskich w Kanadzie w czasie II wojny światowej. Zginęły 533 osoby, a kolejnych 70 ludzi nie było w stanie dalej walczyć z powodu zupełnego wyczerpania. Copp i Vogel napisali: „Jeden na dwóch mężczyzn, którzy przekroczyli Kanał Leopolda, stał się ofiarą tej bitwy”. Żołnierze, którzy załamali się nerwowo podczas bitwy, zwinęli się w pozycji embrionalnej i odmówili dalszego marszu, mówienia, jedzenia lub picia zostali zakwalifikowani jako cierpiący na zespół stresu pourazowego. Tymczasem 14 października 1944 r. Eberding, człowiek głęboko oddany narodowemu socjalizmowi, nakazał żołnierzy niemieckich, którzy wycofali się bez rozkazu, uważać za dezerterów i poddać ich doraźnej egzekucji, a „jeśli dezerter zostanie odnaleziony w domu zamieszkiwanym przez ludność cywilną, jego lokatorzy będą traktowani jak wrogowie narodu niemieckiego ”.
Kanadyjska 9 Brygada przeprowadziła operację desantową przy pomocy amfibii Terrapina (pierwsze użycie tego pojazdu w Europie) i Buffalo, obsługiwanych przez brytyjski 5 Pułk Szturmowy Inżynierów Królewskich. Brygada planowała przekroczyć ujście rzeki Braakmana w tych pojazdach i wylądować w pobliżu Hoofdplaat, małej wioski w tylnej, przybrzeżnej części kotła, wywierając w ten sposób nacisk na wroga z dwóch stron jednocześnie. Raport opisywał scenę na Kanale Terneuzen: „Gdy zapadła ciemność, widzieliśmy tylko tylne światła amfibii płynącej przed nami. Śluzy w Sas van Gent okazały się trudną przeszkodą, ponieważ Buffalo nie były łatwo sterowane, gdy poruszały się powoli. Ich silniki lotnicze brzmią tak jak ryk samolotów, dlatego nad Vlissingen sporadycznie strzelały niemieckie działa przeciwlotnicze […] Z powodu uszkodzenia śluz w pobliżu promu (w Neuzen) konieczne było przekroczenie ramp na brzegu i ominięcie przeszkody. Postęp był nie tylko powolny, ale kosztowny; wiele jednostek zostało uszkodzonych. W związku z tym podjęto decyzję o odroczeniu operacji o 24 godziny”. Opóźnienie pozwoliło adm. Ramsayowi zgłosić jako ochotnika do służby por. Franka z Royal Navy, aby służył jako pilot, prowadząc kolumnę Buffalo w dół rzeki Skaldy, niezauważony przez Niemców. Franks relacjonował: „To była prawie idealna noc, spokojna i cicha, z półksiężycem za lekką chmurą, ale odrobiną mgły, która ograniczała widoczność maksymalnie do mili. Byliśmy niewidoczni z północnego brzegu Skaldy, gdzie wszyscy zdawali się siedzieć cicho […] Nasze lądowanie było zaplanowane po obu stronach ostrogi brzegowej […] byliśmy w stanie ją zidentyfikować, a następnie mrugnąć lampami, aby poprowadzić amfibie. Wtedy wszyscy zaczęli się desantować obok nas. Mógłbym zobaczyć przez swoją lornetkę, jak piechota wysiada na suchym lądzie, a amfibie odjechały”.
Mimo trudności w manewrowaniu pojazdami przez śluzy i wynikającego z tego 24-godzinnego opóźnienia, Niemcy zostali zaskoczeni i ustanowiono przyczółek. Pułk Górski North Nova Scotia wylądował bez oporu ze strony wroga i obudził dziewięciu śpiących w okopie żołnierzy niemieckich, biorąc ich do niewoli. Głównym problemem Pułku w miejscu lądowisku nie był Wehrmacht, ale błoto. Po wstępnym lądowaniu, Pułki Górskie Cameron oraz Stormont, Dundas and Glengary zostali wyładowani na brzegu przez Franksa. Po raz kolejny Niemcy szybko się podnieśli i kontratakowali z dzikością; jednak powoli zostali zmuszeni do odwrotu. Usłyszawszy o lądowaniu przy ujściu Braakman, feldmarsz. Model zareagował natychmiast, mówiąc Hitlerowi: „Dzisiaj wróg rozpoczął atak zmierzający do przejęcia inicjatywy na przyczółku Breskens”. Zgodnie ze swoją reputacją „strażaka Führera”, Model nakazał Eberdingowi natychmiastowe „unicestwienie” Brygady Górskiej.
Od świtu 10 października Brygada Górska została zaatakowana wraz z Pułkiem Górskim Stormont, Dundasand and Glengary, znanym jako „Glens”, po czym spędziła dwa dni na walce o wioskę Hoofdplaat, która zakończyły się zwycięstwem strony kanadyjskiej ze stratami własnymi w wysokości 17 zabitych i 44 rannych. Górale z North Nova Scortia zajęli wioskę Driewegen po trzech dniach, a raport pułku donosił: „Artyleria pracuje nieustannie, a walka od grobli do grobli różni się bardzo od tego, co robiliśmy dotychczas. Wygląda na to, że wróg jest znacznie większym wyzwaniem niż do tej pory”. W dzienniku wojennym 15 Pułku Polowego 12 października napisano: „Dzisiaj byliśmy najbardziej zajęci od czasu Cormelles i kotła Falaise”. Nocne kontrataki Niemców odniosły większy sukces na odcinku Lekkiej Piechoty Górskiej, odbierając jej wioskę Biervliet podczas pełnej zamieszania nocnej bitwy. Gen. Daniel Spry z 3 Dywizji Piechoty zmienił pierwotny plan zaangażowania 8 Brygady jako wsparcie 7 Brygady i zamiast tego wysłał ją, aby połączyła się z 4 Dywizją, a następnie przyszła na pomoc 9 Brygadzie.

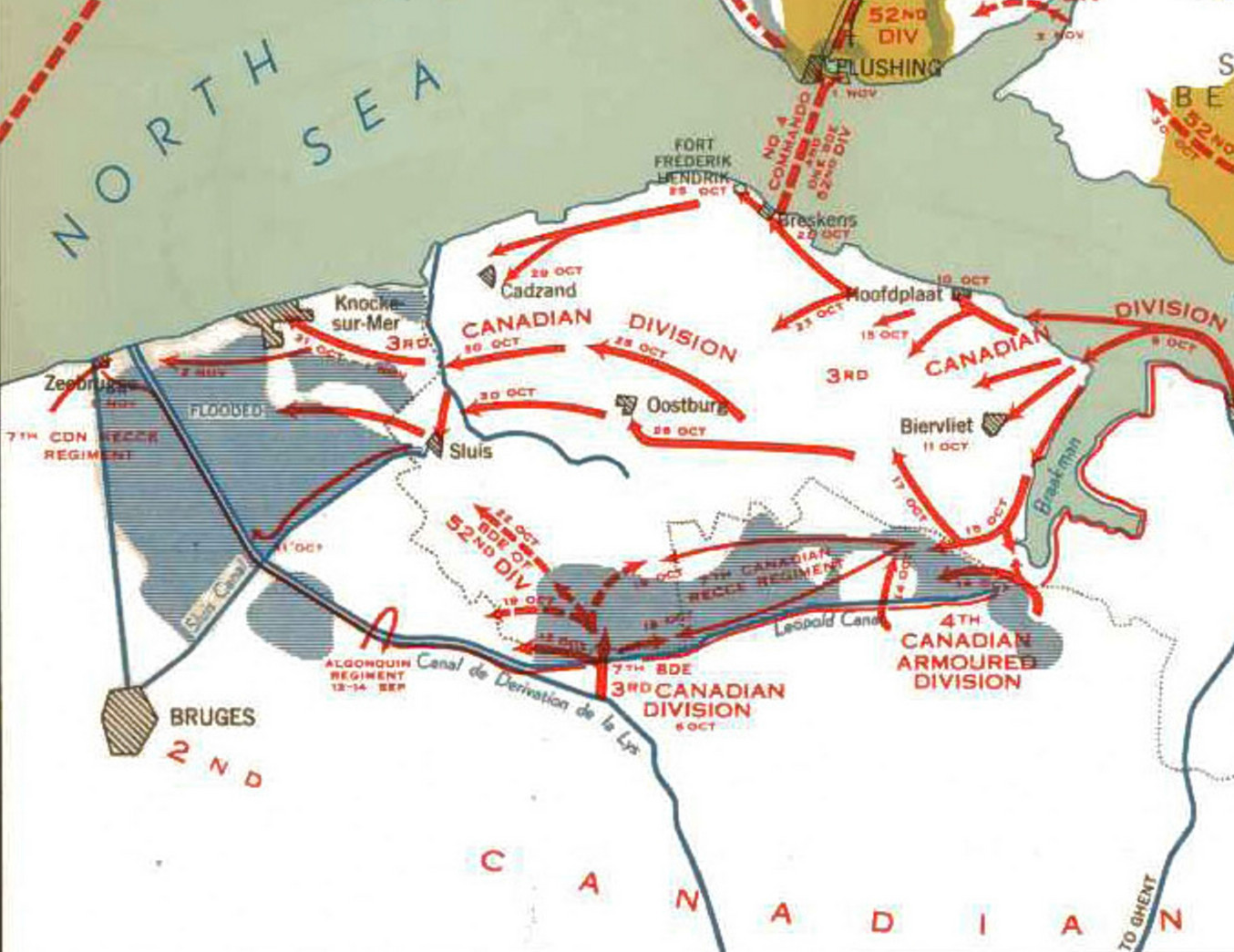
Mapa kotła Breskens

Kanadyjska 10 Brygada z 4 Dywizji Pancernej przekroczyła Kanał Leopolda i dostała się na Polder Izabeli. Następnie 8 Brygada z 3 Dywizji Piechoty została wezwana do przesunięcia się na południe od przybrzeżnej strony kotła. To otworzyło Niemcom lądową linię zaopatrzeniową do kotła. Eberding wykorzystał swoje rezerwy w nowych kontratakach, przy czym poinformował Oberkommando der Wehrmacht, że niektóre jednostki 64 Dywizji Piechoty zostały „zredukowane do jednej trzeciej”. Pomiędzy 10 a 15 października jego jednostka zorganizowała „walczący odwrót”, jak to nazywał Eberding, do nowego kotła zaprojektowanego w celu skrócenia linii obrony, ponieważ wiele jego jednostek było już słabych. Pułk Szkocko-Kanadyjski meldował, że wioska Eede jest niebroniona i opuszczona, wszedł do miejscowości i natychmiast znalazł się pod ciężkim ostrzałem artyleryjskim. Pułk Strzelców Queen’s Own, idący na szpicy 8 Brygady, utrzymywał 15 października, że wioska IJzendijke jest „dobrze broniona”, ale opuścił ją następnego dnia. Lekka Piechota Górska i „Glens” przedarli się przez główną niemiecką linię obrony, ale generał Spry, nieświadomy tego, nakazał wycofanie się w celu skoncentrowania większych sił.
Niemieccy oficerowie wyjaśniali swoją decyzję o odwrocie, twierdząc, że zostali przytłoczeni przez czołgi, ale w rzeczywistości były one w tamtym rejonie tylko cztery, należące do Pułku British Colombia, operującego na północ od Kanału Leopolda. Domniemane czołgi były w rzeczywistości samobieżnymi działami przeciwpancernymi M10 kanadyjskiego 3 Pułku Przeciwpancernego, które zapewniały wsparcie ogniowe kanadyjskiej piechocie. 20 października do Kanadyjczyków dołączyła 157 Brygada Piechoty Górskiej z brytyjskiej 52 Dywizji Piechoty Lowland, co pozwoliło gen. Spry zgrupować trzy brygady 3 Dywizji w celu przygotowania ostatecznego uderzenia.
Od lata 1944 r. armia kanadyjska doświadczała znacznego niedoboru żołnierzy piechoty z powodu polityki premiera Williama Lyon Mackenzie-Kinga. Aby pokonać Maurice' a Duplessisa, premiera Quebecu z ramienia partii Union Nationale, który w 1939 r. zwołał przyspieszone wybory w celu uzyskania większości parlamentarnej potrzebnej do przeciwstawienia się udziałowi Kanady w wojnie, Mackenzie-King obiecał, że do walki za granicą zostaną wysłani tylko ochotnicy i że nie będzie poboru do służby poza Kanadą. Ponieważ niewielu Kanadyjczyków chciało się zgłosić na ochotnika, zwłaszcza jako żołnierze piechoty, armii kanadyjskiej wciąż brakowało rekruta, ponieważ jej straty nie mogły zostać zrekompensowane przez napływające uzupełnienia. Dlatego planując ostateczny atak, gen. Spry opowiedział się za ostrożnym, metodycznym podejściem, kładąc nacisk na siłę ognia, tak by możliwie zminimalizować straty własne.
3 Dywizja optowała za dodatkowymi działaniami w celu usunięcia wojsk niemieckich z miast Breskens, Oostburg, Zuidzande i Cadzand, a także nadbrzeżnej fortecy Fort Frederik Hendrik. W miarę zbliżania się, Kanadyjczycy nacierali bardzo powoli i stawiali czoła ogromnej sile ognia za pomocą nalotów alianckich samolotów i ostrzałów artyleryjskich. Brak uzupełnień dla piechoty oznaczał, że kanadyjscy oficerowie nie lubili angażować się w operacje, które mogły prowadzić do ciężkich strat. 24 października feldmarsz. Montgomery przybył do kwatery głównej 3 Dywizji. Pomimo faktu, że Montgomery postanowił stoczyć bitwę pod Arnhem zamiast oczyścić ujście Skaldy we wrześniu 1944 r., pozwalając Niemcom na okopanie się, teraz skrytykował kanadyjską 3 Dywizję za zbyt powolne postępy, mówiąc, że kocioł Breskens powinien zostać oczyszczony kilka tygodni temu i wyzywając kanadyjskich oficerów od tchórzy za unikanie ryzyka. W rezultacie brytyjska 157 Brygada została wycofana jako kara dla Kanadyjczyków, a 3 Dywizja otrzymała rozkaz, by kontynuować atak z „całą mocą”.
Pomimo faktu, że Kanadyjczycy nie mogli sobie pozwolić na ciężkie straty, 3 Dywizja rozpoczęła okres „intensywnej walki” w celu oczyszczenia kotła Breskens. Pułk de la Chaudière zaatakował miasto Oostburg 24 października, tracąc całą kompanię, ale odkąd rozkazano im zdobyć miasto „za wszelką cenę”, „Chads” okopali się na obrzeżach miasta i utrzymywali pozycje tak długo, aż żołnierze Pułku Strzelców Queen’s Own przybyli im z odsieczą. 25 października Strzelcy Queen’s Own zdobyli Oostburg w ataku, który ich dziennik wojenny nazwał „dzikim atakiem na bagnety” z ciężkimi stratami. Por. Boos z kompanii A Pułku Queen’s Own został odznaczony Krzyżem Wojskowym za poprowadzenie niemal samobójczego ataku na bagnety, który zakończył się zdobycie przez niego i jego żołnierzy bram Oostburga. Pomimo wytrwałego niemieckiego oporu, zainspirowanego przynajmniej częściowo polityką Eberdinga polegającą na masowym traceniu żołnierzy, którzy wycofali się bez rozkazu, Kanadyjczycy stopniowo wypierali Niemców z miasta. W ostatnich dniach bitwy niemieckie morale spadło, a liczba egzekucji „dezerterów” wzrosła, gdy wiele żołnierzy Wehrmachtu wolało poddać się, niż zginąć w bitwie, która wyglądała na przegraną. Pułk de la Chaudière, który nie mógł sobie pozwolić na kolejne straty, przejął przyczółek na Afleidingskanaal van de Lije (Kanał Derywacyjny Lys), nad którym wojskowi inżynierowie zbudowali most pontonowy.
1 listopada żołnierze Pułku North Nova Scotia zaatakowali bunkier dowodzenia i schwytali Eberdinga, który pomimo własnych rozkazów walki na śmierć i życie dla Führera poddał się bez jednego wystrzału. Po wzięciu do niewoli, Eberding spotkał Spry' ego i oskarżył go o to, że nie był wystarczająco agresywny w wykorzystywaniu możliwości ataku, mówiąc, że każdy niemiecki generał poruszałby się znacznie szybciej. Gen. Spry odpowiedział, że straciwszy około 700 ludzi zabitych w dwóch „agresywnych” operacjach w ciągu pięciu dni, wolał postęp metodyczny, który ocalił życie jego ludziom. Eberling odparł, że to pokazuje „słabość” po stronie Kanadyjczyków, zauważając, że generałowie Wehrmachtu byli zainteresowani jedynie zwycięstwem i nigdy nie pozwalali, aby troska o ofiary we własnych szeregach przeszkadzała w dążeniu do pokonania wroga.
Operacja Switchback zakończyła się 3 listopada, kiedy kanadyjska 1 Armia uwolniła belgijskie miasta Knokke i Zeebrugge, oficjalnie likwidując kocioł Breskens i eliminując wszystkie siły niemieckie na południe od Skaldy.

### Operacja Vitality

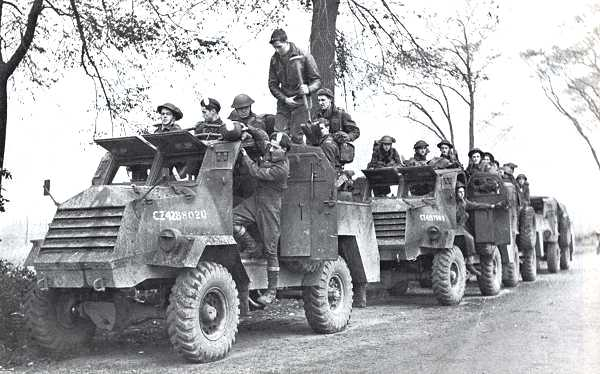
Oddziały Królewskiej Lekkiej Piechoty Hamilton (kanadyjska 2 Dywizja Piechoty) w opancerzonych samochodach ciężarowych GM C15TA produkcji kanadyjskiej przemieszczają się w kierunku Południowego Beveland podczas bitwy o Skaldę

Po południu 22 października gen. Foulkes, pełniący obowiązki dowódcy II Korpusu Kanadyjskiego, zakomunikował kanadyjskiej 2 Dywizji Piechoty, że rozpoczęcie operacji Vitality, działań na półwyspie Południowy Beveland, zostało przyspieszone o dwa dni przez „wyraźne rozkazy feldmarsz. Montgomery' ego, który nadał tej operacji pierwszeństwo dla sił brytyjskich i kanadyjskich w tym obszarze”. Mjr Ross Ellis z Pułku Calgary Highland powiedział Foulkesowi, że jego ludzie są zmęczeni po ciężkich walkach na początku października, ale tylko po to, aby dowiedzieć się, że operacja musi być kontynuowana. Morale w 2 Dywizji było słabe, a jedynie Królewski Pułk Kanadyjski, Pułk Essex Scottish, Pułk Cameron Highland i Pułk Calgary Highlanders byli bliscy zebrania czterech kompanii strzelców. Na szpicy miała iść 6 Brygada składająca się z Cameron Highlanders, przetrzebionego Pułku South Saskatchewan i jeszcze bardziej wyniszczonego Pułku Fizylierów Mont-Royal, którzy pomimo bardzo słabej siły i wycieńczenia walką zostali przydzieleni do poprowadzenia ataku w centrum. Trzecia duża operacja w ramach bitwy o Skaldę rozpoczęła się 24 października, kiedy kanadyjska 2 Dywizja Piechoty rozpoczęła swój atak na półwysep Południowy Beveland. Kanadyjczycy mieli nadzieję na szybki postęp, omijając opozycję i przejmując przyczółki na drugim brzegu Kanaal door Zuid-Beveland (kanału przez Południowy Beveland), lecz zostali spowolnieni przez miny, błoto i silną obronę wroga.
Dziennik wojenny Fizylierów Mont-Royal donosił po prostu, że pułk poniósł „ciężkie straty”, Cameron Highlanders zanotowali „twardy opór” ze strony 6 Pułku Spadochronowego Fallschirmjägers, podczas gdy Pułk South Saskatchewan poinformował: „Kraina, przez którą maszerowaliśmy, nie była z rodzaju wymarzonych terenów do ataku: częściowo zalesiona, częściowo otwarta, miała wiele budynków, rowów itp.”. Później tego samego dnia do 6 Brygady dołączyła 5 Brygada, z Calgary Highlanders prowadzącymi atak i zgłaszającymi „resztki” dwóch plutonów, które przeszły groblą; dołączyli do nich Blach Watch, gdy zapadła noc. Pułk Królewski zajął swoją linię wyjściową w nocy, a wczesnym rankiem dołączył do niego Pułk Essex Scottish oraz Pułk Fort Garry Horse, aby wykonać powolne natarcie wsparte ciężkim ostrzałem artyleryjskim. 25 października Pułk Essex poinformował, że poddało się im 120 Niemców i że „twarda skorupa obrony w najwęższym miejscu półwyspu została złamana”. 26 października dowódca niemieckiej 70 Dywizji Piechoty Wilhelm Daser poinformował Rundstedta, że sytuacja jest nie do opanowania i odwrót jest nieunikniony.
Brytyjska 52 Dywizja Piechoty Lowland dokonała ataku desantowego w poprzek zachodniej Skaldy, aby dostać się za Kanał Niemiecki przez pozycje obronne w Południowym Beveland. 156 Brygada West Scottish opisała holenderską wieś jako „wyjątkowo trudną” do walki, ale zauważyła również, że niemieckie morale było słabe i twierdziła, że spodziewała się silniejszego oporu ze strony Wehrmachtu, a większość ich ofiar pochodziła od min i pułapek. Po tym, jak potężna niemiecka obrona została oskrzydlona, kanadyjska 6 Brygada Piechoty rozpoczęła frontalny atak na łodziach desantowych. Inżynierowie byli w stanie pokonać kanał na głównej trasie.
Gdy pozycje na linii kanału zniknęły, niemiecka obrona rozpadła się, a Południowy Beveland został oczyszczony. Trzecia faza bitwy o Skaldę została zakończona. Gen. Daser kazał swoim ludziom wycofać się i zająć stanowiska w „Fortecy Walcheren”.

### Operacja Infatuate

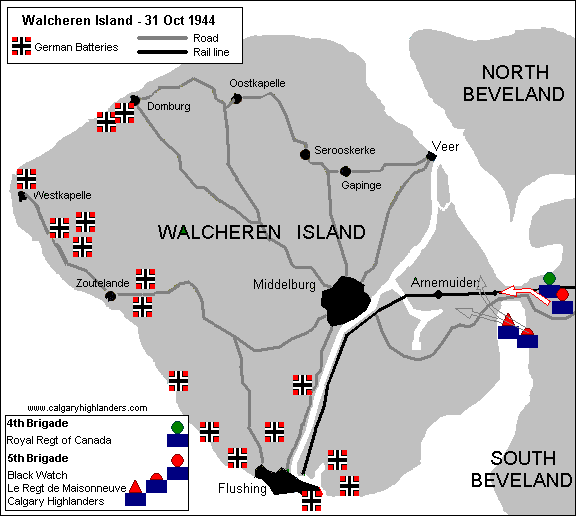
Mapa wyspy Walcheren z zaznaczonymi niemieckimi pozycjami

Gdy rozpoczęła się czwarta faza bitwy o Skaldę, już tylko wyspa Walcheren pozostawała w rękach niemieckich. Obrona wyspy była niezwykle silna: ciężkie baterie obrony wybrzeża na zachodnim i południowym wybrzeżu broniły zarówno wyspy, jak i zachodniego ujścia Skaldy, a linia brzegowa była silnie ufortyfikowana przed atakami desantowymi. Ponadto wokół Vlissingen zbudowano skierowany ku lądowi perymetr obronny, aby zabezpieczyć obiekty portowe, gdyby alianci wylądowali na Walcheren. Jedynym podejściem do lądu była Sloedam, długa, wąska droga na grobli z Południowego Beveland, niewiele więcej niż wzniesiona dwupasmowa droga. Aby skomplikować sprawę, tereny, które otaczały tę groblę, były zbyt nasycone wodą morską, aby poruszać się po nich pieszo, ale miały za mało wody, aby użyć tam łodzi desantowych.

#### Zalanie Walcheren
Aby utrudnić Niemcom obronę, wały przeciwpowodziowe wyspy Walcheren zostały zniszczone przez ataki samolotów RAF-u. Ze względu na wysokie ryzyko dla miejscowej ludności, bombardowania zostały zatwierdzone na najwyższym szczeblu, a poprzedzone były rozrzucaniem ulotek w języku niderlandzkim, ostrzegających mieszkańców wyspy przed zagrożeniem. Pierwsze bombardowanie miało miejsce 3 października w Westkapelle, na zachodnim brzegu wyspy. Grobla Westkapelle została zaatakowana przez 240 ciężkie bombowce, co spowodowało powstanie dużej szczeliny, która pozwoliła na wejście wody morskiej. To zalało środkową część wyspy, umożliwiając korzystanie z pojazdów amfibijnych i zmuszając niemieckich obrońców do wycofania się na wysoki teren otaczający wyspę i miasta. Bombardowanie w Westkapelle przyniosło poważne straty w ludziach; w wyniku nalotu i powodzi zginęło 180 holenderskich cywilów. Ataki na inne wały miały uniemożliwić powstrzymanie powodzi. 7 października zostały zbombardowane wały na południu, na zachód i na wschód od Vlissingen. Wreszcie 11 października północne wały przeciwpowodziowe w Veere stały się celem nalotów. Bombardowanie wyspiarskiej obrony było mocno utrudnione przez złą pogodę i niemiecką obronę przeciwlotniczą.
Wyspa została następnie zaatakowana z trzech kierunków: przez groblę Sloedam od wschodu, przez Skaldę od południa oraz drogą morską od zachodu.

#### Bitwa o autostradę Walcheren

Royal Marines brodzą na brzegu w pobliżu Vlissingen w czasie działań na wyspie Walcheren, 1 listopada 1944 r.

Kanadyjska 2 Dywizja Piechoty zaatakowała groblę Sloedam 31 października. Powojenne kontrowersje narosły wokół twierdzenia, że wewnątrz 2 Dywizji zaistniał „wyścig” o to, który pułk jako pierwszy zdobędzie autostradę na Walcheren, przy czym sugerowano, że porażka próby przekroczenia grobli 31 października była spowodowana lekkomyślną determinacją do wygrania tego właśnie „wyścigu”. Charles Stacey pisał o „wyścigu” w oficjalnej historii armii kanadyjskiej; oskarżenie to odpierali Copp i Vogel w książce Maple Leaf Route.
4 Brygada 2 Dywizji posuwała się szybko po autostradzie, co skłoniło bryg. Keeflera do wydania rozkazu, aby zająć groblę do końca, podczas gdy zadanie przejęcia drugiego końca autostrady od strony półwyspu Południowy Beveland zostało powierzone 52 Dywizji Piechoty Lowland. Pułk Królewski zajął wschodni kraniec grobli w nocnym ataku. Ponieważ wydawało się, że istnieje realna szansa na przejęcie całej grobli, do 5 Brygady 2 Dywizji wysłano rozkazy, aby przeprowadzić atak z przetrzebionym Pułkiem Black Watch na czele, który miał nacierać w dół autostrady, podczas gdy Calgary Highlanders i Pułk de Maisonneuve mieli zostać przetransportowani w amfibiach. Początkowy atak Blach Watch został odwołany, gdy odkryto, że wody w kanale są zbyt płytkie, aby 2 Dywizja mogła je przekroczyć, pozostawiając jedną kompanię Black Watch na grobli pod ciężkim niemieckim ostrzałem. Calgary Highlanders wysłali następnie kompanię, która również zatrzymała się w połowie drogi, na autostradzie. Podczas drugiego ataku, rano 1 listopada Górale zdołali zdobyć niepewny przyczółek. Walki trwały przez cały dzień, po czym Górale zostali odciążeni przez Pułk de Maisonneuve, który walczył o utrzymanie przyczółka. Pułk ten utrwalił w końcu pozycję na przyczółku, ale stwierdzono, że jest on bezużyteczny dla dalszego natarcia, ponieważ niemieckie umocnienia na polderach były zbyt głębokie, aby można było ruszyć stamtąd dalej.
Gen. Foulkes rozkazał gen. Hakewill-Smithowi użyć 52 Dywizji Piechoty Lowland we frontalnym ataku na Walcheren, przeciwko czemu Hakewill-Smith stanowczo zaprotestował. „Maisies” wycofali się na autostradę 2 listopada, aby zostać zluzowanymi przez 1 batalion Pułku Górskiego Glasgow z 52 Dywizji. Zamiast przeprowadzić frontalny atak zgodnie z rozkazem Foulkesa, Hakewill-Smith oskrzydlił Niemców, wyładowując Pułk Cameron of Ottawa w wiosce Nieuwdorp, dwie mile na południe od grobli, który następnego dnia połączył się z Pułkiem Górskim Glasgow. W ścisłej koordynacji z atakami desantowymi 52 Dywizja kontynuowała natarcie. Bitwa o autostradę Walcheren spowodowała śmierć 135 żołnierzy 2 Dywizji w wyniku jednej z najbardziej kontrowersyjnych operacji w historii tej jednostki, przy czym ostrzej krytyce zostały poddane decyzje Foulkesa. Pomimo faktu, że generałowie Simonds i Foulkes byli brytyjskimi imigrantami mieszkającymi w Kanadzie, obaj nienawidzili się nawzajem i Simonds często mówił o swoim pragnieniu zwolnienia Foulkesa, uważając go za niekompetentnego.
Z powodu braku portów kpt. Pugsley z Royal Navy musiał mocno improwizować, aby znaleźć odpowiednie miejsce dla lądowań na wyspie Walcheren. Pomimo odmowy Dowództwa Bombowego zaatakowania różnych niemieckich fortyfikacji na Walcheren, otwarcie ujścia Skaldy zostało uznane za tak ważne, że podczas spotkania 31 października pomiędzy gen. Simondsem, gen. Foulkesem i adm. Ramsayem postanowiono, że lądowanie na Walcheren odbędzie się. Kpt. Pugsley na pokładzie okrętu dowodzenia HMS „Kingsmill” otrzymał ostateczną decyzję z rozkazem anulowania operacji, jeśli uzna, że jest to zbyt ryzykowne. W tym samym czasie Simonds nakazał dwóm kanadyjskim pułkom artylerii skoncentrować 300 dział na kontynencie, aby zapewnić wsparcie ogniowe lądowaniom. Desant przy użyciu amfibii przeprowadzono 1 listopada w dwóch częściach.

#### Operacja Infatuate I
Operacja Infatuate I składała się głównie z sił 155 Brygady Piechoty (4 i 5 batalionu Pułku Scottish Borderers King’s Own oraz 7 batalionu z 9 Pułku Royal Scots) i 4. kompanii Commando, którzy zostali przewiezieni z Breskens w małych łodziach desantowych na plażę w południowo-wschodniej części Vlissingen o kryptonimie plaża Uncle. Po rozpoczęciu ostrzału w wykonaniu artylerii kanadyjskiej, 4. kompania komandosów została zawieziona na brzeg w dwudziestu łodziach desantowych, a za nimi podążał Pułk Scottish Borderers King’s Own, który zaatakował Vlissingen. W ciągu następnych kilku dni toczyli oni ciężkie walki uliczne z niemieckimi obrońcami, niszcząc znaczną część zabudowy Vlissingen. Hotel Britannia, który przed wojną gościł brytyjskich turystów, był teraz kwaterą główną niemieckiego 1019 Pułku i stał się sceną „spektakularnych walk” opisanych jako „wyjęte z filmu akcji”, kiedy Pułk Royal Scots zaangażował się w bój o hotel, którego obrońcy ostatecznie poddali się po trzech dniach.

#### Operacja Infatuate II

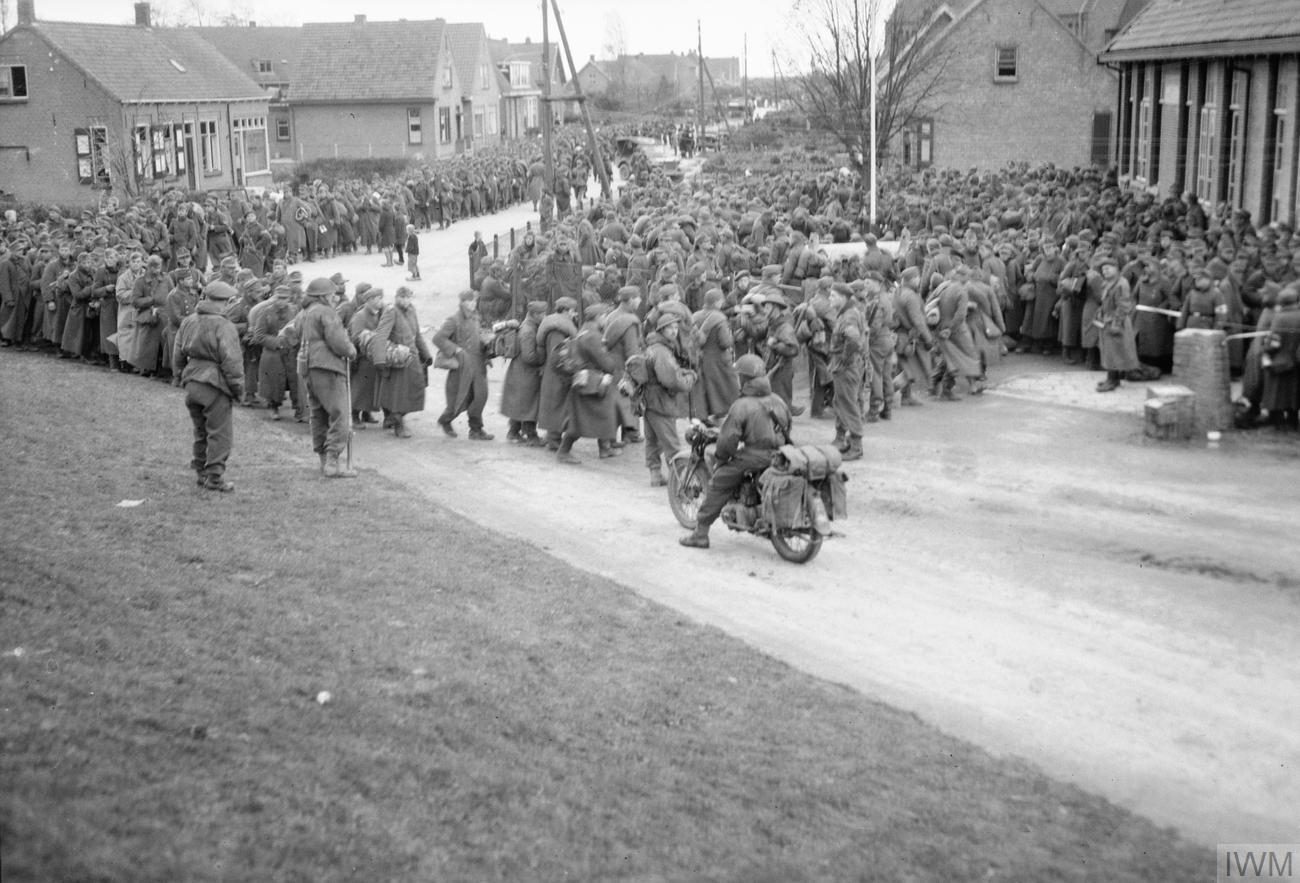
Niemieccy jeńcy maszerują przez Walcheren

Operacja Infatuate II była desantem morskim w Westkapelle, również przeprowadzonym rano 1 listopada. Aby przepłynąć płytką wodę, wymagany był atak w świetle dziennym ze wsparciem ogniowym zapewnianym przez Eskadrę Wsparcia Wschodniej Flanki (SSEF) dowodzoną przez kom. K. A. Sellara, z dodatkowym wsparciem artylerii okrętowej pancernika HMS „Warspite” i dwóch monitorów, HMS „Erebus” oraz HMS „Roberts”. Wsparcie lotnicze było ograniczone z powodu złych warunków pogodowych. Bez wsparcia powietrznego, bez samolotów zwiadowczych do naprowadzania dział okrętowych na ich cele, a także z niemiecką artylerią przybrzeżną strzelającą już z całą mocą do brytyjskich statków, kpt. Pugsley stanął przed trudną decyzją o odwołaniu akcji lub jej kontynuowaniu. Po pewnym czasie rozważań, wysłał wiadomość o treści: „Nelson”, co było kryptonimem lądowania. Działa kierowane za pomocą radarów prowadziły ogień w stronę eskadry SSEF, która utraciła 9 zatopionych jednostek pływających i 11 tak poważnie uszkodzonych, że musiały zostać zezłomowane, bo były nie do naprawienia. Po ciężkim ostrzale w wykonaniu jednostek Royal Navy (pancernik i dwa monitory, plus eskadra wsparcia uzbrojonych jednostek desantowych), 4 Brygada Wojsk Specjalnych (41., 47. i 48. Royal Marines Commando oraz 10. Inter Allied Commando), składająca się głównie z żołnierzy belgijskich i norweskich, wspierana przez wyspecjalizowane pojazdy desantowe (Hobart’s Funnies, czołgi z trałami przeciwminowymi, spychacze itp.) brytyjskiej 79 Dywizji Pancernej wylądowały po obu stronach luki w grobli morskiej, używając małych okrętów desantowych oraz pojazdów amfibijnych do zabrania ludzi i czołgów na ląd. Następnego dnia Royal Marines zdobyli Westkapelle i Domburg. W oczekiwaniu na upadek „Fortecy Walcheren”, 4 listopada adm. Ramsay nakazał zamiataczom min rozpocząć prace nad usunięciem niemieckich min z brzegów Skaldy, co zostało ukończone dopiero 28 listopada.
W Domburgu doszło do ciężkich walk, zanim ruiny miasta zostały zdobyte. 3 listopada Royal Marines połączyli się z 52 Dywizją Piechoty Lowland. Część żołnierzy przeniosła się na południowy wschód w kierunku Vlissingen, podczas gdy główne siły udały się na północny wschód, aby oczyścić północną część Walcheren (w obu przypadkach idąc wzdłuż wysoko położonych obszarów wydmowych, ponieważ środek wyspy został zalany) i połączyć się z żołnierzami kanadyjskimi, którzy ustanowili przyczółek we wschodniej część Walcheren. Niektóre niemieckie jednostki broniące tego obszaru stawiły zażarty opór, dlatego walki potrwały do 7 listopada.
6 listopada największe miasto na wyspie, Middelburg, padło po skalkulowanym ryzyku ze strony aliantów, kiedy Royal Scots zaatakowali Middelburg z pojazdami Buffalo od tyłu. Ponieważ miasta nie dało się zdobyć czołgami z powodu powodzi, do Middelburga zostały wprowadzone amfibie LVT uzbrojone w działa średniego kalibru, co stłumiło niemiecki opór do 8 listopada. Gen. Daser wziął Buffalo za czołgi, co dało mu dobry pretekst do poddania się.
Tymczasem kanadyjska 4 Dywizja Pancerna ruszyła na wschód obok Bergen-op-Zoom do Sint Philipsland, gdzie zatopiła kilka niemieckich statków w porcie Zijpe.
Gdy podejście rzeczne do Antwerpii zostało oczyszczone, czwarta faza bitwy o Skaldę zakończyła się. W dniach 20-28 listopada dostarczono w tej rejon trałowiec Royal Navy, aby oczyścić ujście rzeki z min morskich i innych podwodnych przeszkód pozostawionych przez Niemców. 28 listopada, po bardzo potrzebnych naprawach portowych, pierwszy konwój morski wszedł do Antwerpii, prowadzony przez kanadyjski frachtowiec Fort Cataraqui.

## Następstwa

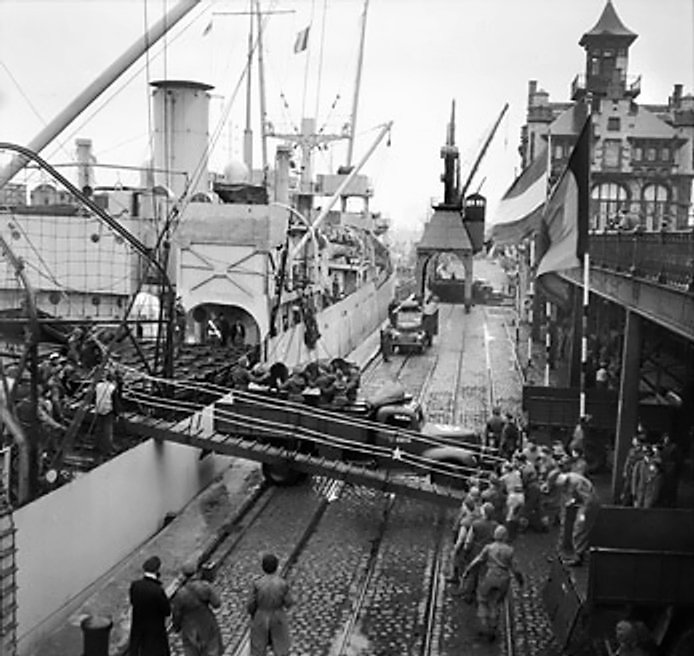
Kanadyjski frachtowiec Fort Cataraqui rozładowuje transport zaopatrzenia w porcie w Antwerpii

Pod koniec pięciotygodniowej ofensywy 1 Armia Kanadyjska wzięła 41 043 niemieckich jeńców. Skomplikowana przez podmokły teren bitwa o Skaldę okazała się trudną kampanią, w której Kanadyjczycy ponieśli znaczne straty.
W trakcie bitwy o Skaldę wyczerpanie bitewne stanowiło poważny problem dla Kanadyjczyków. 3 Dywizja Piechoty wylądowała na kontynencie w D-Day 6 czerwca 1944 r. i od tamtego czasu walczyła prawie bez przerwy. Podczas kampanii w Normandii 3 Dywizja poniosła największe straty ze wszystkich dywizji w 21 Grupie Armii, a kanadyjska 2 Dywizja znalazła się na drugim miejscu w tabeli strat. W raporcie psychiatrycznym z października 1944 r. stwierdzono, że 90% przypadków wyczerpania bojowego to żołnierze, którzy byli w akcji przez trzy miesiące lub dłużej. Mężczyźni cierpiący z powodu wyczerpania bojowego popadali w katatonię i zwijali się w pozycji embrionalnej, ale raport wykazał, że po tygodniu odpoczynku większość z nich zdrowiała wystarczająco, aby mówić i poruszać się. Według raportu, główną przyczyną wyczerpania bitewnego „wydawało się być poczucie braku sensu. Ludzie twierdzili, że nie mają na co czekać – nie ma odpoczynku, urlopu, żadnych przyjemności, normalnego życia, ani ucieczki od trudu i znoju […] drugą najistotniejszą przyczyną […] zdawał się być brak bezpieczeństwa w bitwie, ponieważ rodzaj pola bitwy nie pozwalał na znalezienie jakiejkolwiek osłony. Trzecim powodem był fakt, że żołnierze widzieli zbyt wiele ciągłej śmierci i zniszczenia, utraty przyjaciół itp.”. Polityka rządu kanadyjskiego polegająca na wysyłaniu tylko ochotników za granicę spowodowała poważne niedobory rezerw, szczególnie w pułkach piechoty. Jednostki kanadyjskie były zbyt słabe, aby pozwolić sobie na urlop, tak jak mogły to zrobić jednostki amerykańskie i brytyjskie. To ogromnie rozciągnęło w czasie wysiłek pojedynczego żołnierza. Powszechną skargą żołnierzy cierpiących z powodu wyczerpania bitewnego było to, że armia próbowała „dokonać niemożliwego” (ang. fraz. get blood from a stone), a jednostki o niepełnych stanach osobowych były nieustannie wysłane, aby kontynuować walkę, bez uzupełniania ich strat i bez szans na odpoczynek.
Po tym, jak pierwszy statek dotarł do Antwerpii 28 listopada, konwoje zaczęły dostarczać stały strumień zapasów na kontynent, ale tak naprawdę niewiele się zmieniło. Operacja Queen trwała nadal, podczas gdy Amerykanie do grudnia doznali dotkliwej porażki w bitwie o las Hürtgen. Niemcy zdali sobie sprawę z niebezpieczeństwa posiadania przez aliantów portu głębinowego, dlatego próbowali go zniszczyć, lub przynajmniej zakłócić przepływ dostaw. Niemieckie wojsko wystrzeliło więcej rakiet V-2 na Antwerpię niż na jakimkolwiek inne miasto w Europie. Prawie połowa V-2 odpalonych podczas wojny była skierowana na Antwerpię. Port był tak strategicznie ważny, że jednym z głównych celów bitwy w Ardenach, ostatniej dużej niemieckiej ofensywy na froncie zachodnim, było odzyskanie Antwerpii.

### Kontrowersje
Bitwa o Skaldę została opisana przez historyków jako niepotrzebnie trudna, ponieważ można ją było wygrać wcześniej i mniejszym kosztem, gdyby alianci nadali jej wyższy priorytet niż operacji Market Garden. Amerykański historyk Charles B. MacDonald nazwał brak natychmiastowego ataku w stronę Skaldy „jednym z największych błędów taktycznych tej wojny” . Z powodu złych wyborów strategicznych dokonanych przez aliantów na początku września 1944 r., bitwa o Skaldę stała się jednym z najdłuższych i najkrwawszych bojów armii kanadyjskiej podczas II wojny światowej.
Porty kanału La Manche były bronione jak fortece, a Antwerpia była dla nich jedyną realną alternatywą. Ale feldmarsz. Montgomery zignorował słowa adm. Andrew Cunninghama, który powiedział, że Antwerpia będzie „tak samo przydatna jak Timbuktu”, jeśli delta rzeki Skaldy nie zostanie oczyszczona z sił nieprzyjaciela, a także adm. Ramsaya, który ostrzegł SHAEF i Montgomery’ ego, że Niemcy mogą z łatwością zablokować ujście Skaldy.
Miasto i port w Antwerpii upadły na początku września i zostały zajęte przez XXX Korpus pod dowództwem gen. Briana Horrocksa. Montgomery zatrzymał XXX Korpusu w celu uzupełnienia zapasów w pobliżu szerokiego Kanału Alberta na północ od miasta, który w konsekwencji pozostał w rękach wroga. Horrocks żałował tego po wojnie, wierząc, że jego korpus mógł pokonać kolejne 160 km przy dostępnym wówczas paliwie. Choć alianci o tym nie wiedzieli, w tamtym czasie naprzeciwko XXX Korpusu walczyła tylko jedna niemiecka dywizja.
Ta przerwa pozwoliła Niemcom przegrupować się wokół rzeki Skaldy, a zanim alianci wznowili natarcie, przybyła 1 Armia Spadochronowa gen. Kurta Studenta i ustanowiła silne pozycje obronne po drugiej stronie Kanału Alberta oraz rzeki Skaldy. Zadanie przerwania wzmocnionej linii niemieckiej, która rozciągała się od Antwerpii do Morza Północnego wzdłuż rzeki Skaldy, spadło wtedy na 1 Armię Kanadyjską w trwającej ponad miesiąc, niezwykle kosztownej bitwie o Skaldę. Kanadyjczycy „ponieśli 12 873 ofiary w operacji, której cele można było osiągnąć przy minimalnych stratach, gdyby udało się to zrobić natychmiast po zdobyciu Antwerpii [...] To opóźnienie było poważnym ciosem dla wojsk alianckich przed zbliżającą się zimą”, jak ocenia brytyjski historyk Antony Beevor.
Jest on też zdania, że to Montgomery, a nie Horrocks jest winny tego, że nie oczyścił ujścia Skaldy, ponieważ Montgomery „nie był zainteresowany ujściem rzeki i uważał, że Kanadyjczycy mogą to zrobić później”. Dowódcy Sprzymierzonych z niecierpliwością czekali na „przekroczenie Renu […] praktycznie w jednym kierunku”. Pomimo tego, że Eisenhower chciał przejąć jeden główny port z nienaruszonymi urządzeniami portowymi, Montgomery nalegał, aby 1 Armia Kanadyjska pokonała najpierw niemieckie garnizony w Boulogne, Calais i Dunkierce, chociaż wszystkie te porty uległy rozbiórce i nawet po ich zdobyciu przez pewien czas nie byłyby zdatne do użytku. Boulogne (operacja Wellhit) i Calais (operacja Undergo) zostały zdobyte kolejno: 22 i 29 września 1944 r.; ale Dunkierka była oblegana do końca wojny i skapitulowała dopiero 9 maja 1945 r. Kiedy Kanadyjczycy w końcu anulowali ataki na porty francuskie i pomaszerowali w stronę Skaldy 2 października, odkryli, że niemiecki opór był znacznie silniejszy, niż sobie wyobrażali, ponieważ resztki 15 Armii zdążyły do tego czasu wycofać się i zając umocnione pozycje na wyspie Walcheren oraz półwyspie Południowy Beveland.
Winston Churchill oświadczył w telegramie do Jana Smutsa 9 października, że „jeśli chodzi o Arnhem, myślę, że masz trochę nieostry punkt widzenia. Bitwa zakończyła się naszym zdecydowanym zwycięstwem, ale wiodąca dywizja, prosząc słusznie o wsparcie, została posiekana. Nie odczułem rozczarowania z tego powodu i cieszę się, że nasi dowódcy są w stanie podjąć takie ryzyko”. Stwierdził też, że ryzyko „było uzasadnione tak wielką nagrodą, że grało prawie na naszą korzyść”, ale przyznał, że „oczyszczenie ujścia Skaldy i otwarcie portu w Antwerpii zostało opóźnione z powodu uderzenia na Arnhem. To Skalda powinna dostać pierwszeństwo”.